# Toray Arrows Shiga
Le Toray Arrows Shiga (東レアローズ滋賀) sono una società pallavolistica femminile giapponese, con sede a Ōtsu: militano nel campionato giapponese di SV.League; il club appartiene alle Toray Industries così come quello maschile.

## Rosa 2014-2015
| N° | Nome             | Ruolo | Data di nascita   | Nazionalità sportiva |
| -- | ---------------- | ----- | ----------------- | -------------------- |
| 1  | Hitomi Nakamichi | P     | 18 settembre 1985 | Giappone             |
| 2  | Arisa Takada     | S     | 17 febbraio 1987  | Giappone             |
| 3  | Saori Kimura     | S     | 19 agosto 1986    | Giappone             |
| 4  | Saori Sakoda     | S     | 18 dicembre 1987  | Giappone             |
| 5  | Kaori Kodaira    | S     | 13 aprile 1990    | Giappone             |
| 6  | Saki Minemura    | S     | 18 aprile 1990    | Giappone             |
| 7  | Kanami Tashiro   | P     | 25 marzo 1991     | Giappone             |
| 8  | Misato Kimura    | L     | 29 ottobre 1991   | Giappone             |
| 9  | Mari Horikawa    | S     | 3 marzo 1992      | Giappone             |
| 10 | Azusa Futami     | C     | 15 maggio 1992    | Giappone             |
| 11 | Kaho Ohno        | S     | 30 giugno 1992    | Giappone             |
| 12 | Kana Shimohira   | P     | 7 agosto 1993     | Giappone             |
| 13 | Asuka Nomura     | S     | 23 luglio 1994    | Giappone             |
| 14 | Yuki Mori        | C     | 17 novembre 1994  | Giappone             |
| 15 | Nozomi Itoh      | C     | 16 febbraio 1995  | Giappone             |
| 16 | Wakaba Sugihara  | S     | 10 giugno 1995    | Giappone             |
| 17 | Kaho Fujimoto    | L     | 6 gennaio 1996    | Giappone             |
| 18 | Yukina Hayashi   | C     | 23 marzo 1996     | Giappone             |
| 19 | Misaki Shirai    | P/S   | 30 luglio 1996    | Giappone             |

## Palmarès
- Campionato giapponese: 4

2007-08, 2008-09, 2009-10, 2011-12
- Coppa dell'Imperatrice: 2

2007, 2011
- Torneo Kurowashiki: 5

2002, 2004, 2009, 2010, 2019
- / V.League Top Match: 1

2010

## Denominazioni precedenti
- 2000-2024: Toray Arrows